# ۷۶۴ (خورشیدی)
۷۶۴ هفتصد و شصت و چهارمین سال هجری خورشیدی است.